# Kanton Valençay
Valençay is een kanton van het Franse departement Indre. Het kanton maakt deel uit van de arrondissementen Châteauroux (18) en Issoudun (10).

## Gemeenten
Het kanton Valençay omvatte tot 2014 de volgende 10 gemeenten:
- Faverolles
- Fontguenand
- Langé
- Luçay-le-Mâle
- Lye
- Valençay (hoofdplaats)
- La Vernelle
- Veuil
- Vicq-sur-Nahon
- Villentrois

Na de herindeling van de kantons bij decreet van 18 februari 2014 met uitwerking op 22 maart 2015 omvatte het kanton 31 gemeenten.
Op 1 januari 2016 werden de gemeenten Parpeçay, Sainte-Cécile en Varennes-sur-Fouzon samengevoegd tot de fusiegemeente (commune nouvelle) Val-Fouzon.

Op 1 januari 2019 werden de gemeenten Villentrois en Faverolles-en-Berry 6 samengevoegd tot de fusiegemeente (commune nouvelle) Villentrois-Faverolles-en-Berry.
Sindsdien omvat het kanton volgende 28 gemeenten : 
- Anjouin
- Bagneux
- Chabris
- Dun-le-Poëlier
- Écueillé
- Fontguenand
- Frédille
- Gehée
- Heugnes
- Jeu-Maloches
- Langé
- Luçay-le-Mâle
- Lye
- Menetou-sur-Nahon
- Orville
- Pellevoisin
- Poulaines
- Préaux
- Saint-Christophe-en-Bazelle
- Selles-sur-Nahon
- Sembleçay
- Valençay
- Val-Fouzon
- La Vernelle
- Veuil
- Vicq-sur-Nahon
- Villegouin
- Villentrois-Faverolles-en-Berry